# Няня

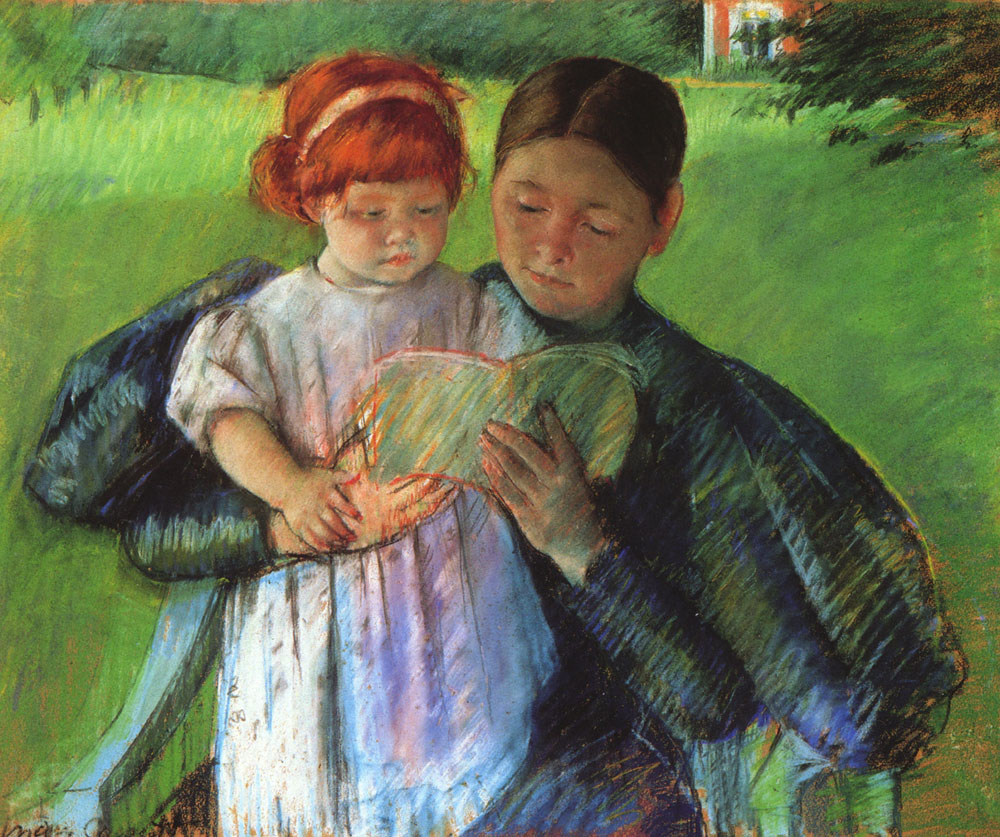
М. Кэссетт. Няня читает девочке. 1895

Ня́ня, устар. ма́мка — профессия человека, в обязанности которого входит уход за чужими детьми на постоянной основе (в отличие от бебиситтеров). Она должна иметь высокую степень ответственности, умение ладить с детьми, хорошее психическое здоровье и, желательно, медицинское или педагогическое образование.
Работа няни — это доверительная услуга, особенность которой такова, что её результаты видны не сразу и их оценка затруднена. Список обязанностей няни зависит и от возраста ребёнка, и от требований родителей. Обязанности няни могут ограничиваться стандартными услугами (такие навыки не считаются предметом особого обучения) или предполагаются другие функции, когда требуется особая квалификация — знание языков, медицинская, психологическая или музыкальная подготовка. В этих случаях няни выполняют функции педагогов и гувернанток (гувернеров, репетиторов).
В 1937 году на Западе впервые появился термин Babysitter. В США их почасовая оплата колеблется от $ 2,9 до $ 11,1 в разных местностях. В Германии — от 3 до 15 евро.

## Типичные проблемы

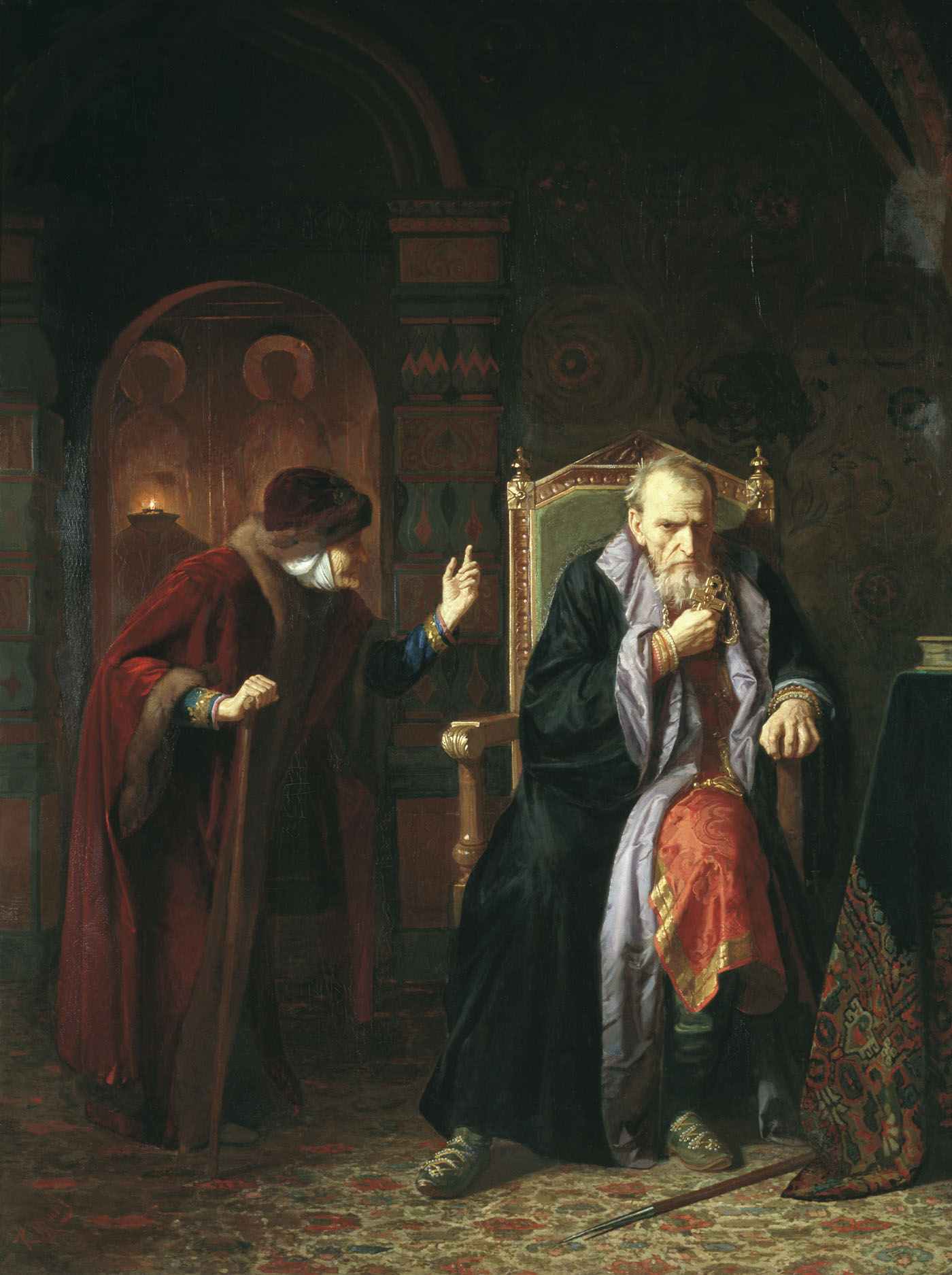
К. Вениг. Иван Грозный и его мамка. 1886

Психолог Марина Мелия считает, что в зависимости от типа потенциального конфликта няня в семье может занимать одну из следующих позиций:
- Няня-начальник — ситуация, когда неуверенная в себе мама позволяет няне расширить сферу влияния и занять главенствующую позицию в доме.
- Няня-служанка — миролюбивая, услужливая, терпеливо и молча сносящая все замечания и придирки няня. Такое поведение, в частности, чревато скрытой агрессией, которую няня может вымещать на ребёнке.
- Няня-подружка — слишком близкие отношения мешают родителям вести себя с няней как с наёмным работником.
- Няня-робот — слишком большая дистанция между няней и ребёнком, устанавливаемая по требованию родителей, наносит ущерб эмоциональному развитию ребёнка. К тому же, в отличие от предыдущих вариантов, подобные отношения могут быть длительными[4].

## Известные няни
- Василиса Волохова — мамка царевича Дмитрия,
- Арина Родионовна — няня А. С. Пушкина,
- Шарлотта Билл — няня детей короля Георга V и королевы Марии.
- Андрей Еремеевич Деревенько — дядька цесаревича Алексея Николаевича.

## Вымышленные няни
- Мэри Поппинс — героиня сказочных повестей английской детской писательницы Памелы Трэверс, няня-волшебница, воспитывающая детей в одной из лондонских семей.
- Виктория Шаталина (в девичестве Прутковская) — героиня российского комедийного телесериала «Моя прекрасная няня».
- Френ Шеффилд (в девичестве Файн) — героиня американского ситкома «Няня»
- Матильда МакФи — героиня книг британской писательницы Кристианны Брэнд и американской фэнтези-комедии «Моя ужасная няня».